# Rhynchonkos
Rhynchonkos (лат.) — род вымерших четвероногих из клады Recumbirostra, по разным классификациям относимой либо к базальным пресмыкающимся (завропсидам), либо к тонкопозвонковым. Единственный род семейства Rhynchonkidae. Ранее род был известен как Goniorhynchus, а семейство, соответственно, называлось Goniorhynchidae. Современное название получил в 1981 году из-за того, что старое оказалось занято родом огнёвок-травянок. Единственный вид — Rhynchonkos stovalli, ископаемые остатки которого известны из нижнепермской формации Хеннеси (округ Кливленд, Оклахома). Rhynchonkos обладает существенным сходством с ранним нижнеюрским безногим земноводным Eocaecilia, найденному в Аризоне. Считалось, что безногие земноводные произошли от микрозавров, что сейчас оспаривается.